# Tulbaghia galpinii
Tulbaghia galpinii là một loài thực vật có hoa trong họ Amaryllidaceae. Loài này được Schltr. miêu tả khoa học đầu tiên năm 1897.